# エア・スロバキア
エア・スロバキア(Air Slovakia)はかつてスロバキアのブラチスラヴァ市を拠点としていた航空会社。スロバキアやチェコ、ハンガリーなどからヨーロッパや中東などにチャーター便を運航していた。経営再建中だったが2010年3月に破産申請を行い倒産した。

## 概要
1993年6月1日にエア・テレックス・スロバキア(Air Terrex Slovakia)として発足し、同年6月13日にブラチスラヴァ-ライプツィヒ間でチャーター便を運航して開業した。開業当初の機材はボーイング727、ツポレフTu-154M、イリューシンIl-62Mの合わせて5機で、チャーター便運航を中心とする一方、1994年1月3日に初の定期路線ブラチスラヴァ-テルアビブ線が就航。同年8月30日にエア・スロバキアに商号を変更した。
定期路線は1996年にラルナカ線、クウェート線が就航し3路線に拡大。さらに2003年にはバーミンガム、デリー、ベイルート、2004年にはミラノ・マルペンサ、アムリトサルの各定期路線が就航した。また開業当初からのチャーター便事業も継続した。
2006年、インド人実業家のリクバル・シン・シドゥが企業買収を行い最高経営責任者に就任。チャーター便専門会社のシーグル・エアー（本社トレンチーン、2009年事業停止）との競合激化にさらされる中、定期便事業から撤退しチャーター便事業に特化する路線を取ったが、2008年末に従業員の健康保険料40万ユーロの負債が発覚。2009年6月には会社が支払う社会保険料70万ユーロも滞納状態となっていることも明らかになり、経営難が表面化した。経営再建を図ったが2010年3月に破産申請を行い、運輸郵政通信省は同年5月に航空会社免許を取り消した。

## 保有機材
2010年3月の事業停止時には5機が在籍していた。
- ボーイング 737-300 - 4機
- ボーイング 757-200 - 1機